# 35 (álbum)
35 é o segundo álbum ao vivo da banda brasileira Rebanhão, gravado em novembro de 2016 na cidade do Rio de Janeiro e lançado em dezembro de 2017. É o primeiro trabalho da banda desde Vamos Viver o Amor (1999), e o segundo ao vivo ao considerar Janires e Amigos (1985), também creditado como disco solo do cantor Janires.
O álbum foi anunciado juntamente com um comunicado de retorno da banda em 2014, que estava há quase quinze anos inativa, com uma reunião que previa o retorno da formação clássica do grupo. Por problemas gerais, o grupo adiou o show para novembro de 2016. O projeto foi gravado na Assembleia de Deus Vitória em Cristo (Advec) e contou com músicas lançadas pelo trio entre os álbuns Mais Doce que o Mel (1981) e Enquanto É Dia (1993). Canções de discos posteriores não foram incluídas.

## Antecedentes
Em 2004, o cantor Carlinhos Felix, em carreira solo, foi homenageado no prêmio Troféu Talento. Para participar da cerimônia, os também ex-integrantes do Rebanhão, Pedro Braconnot e Paulo Marotta, foram convidados para aquela ocasião. Há anos os três músicos não se encontravam presencialmente e, desde a época, decidiram retornar com o Rebanhão para projetos novos.
Entre 2004 e 2014, no entanto, as atividades pessoais de Carlinhos, Pedro e Paulo foram para direções distintas. Carlinhos Felix seguiu sua carreira solo com o álbum Na Tua Sombra, lançado pela Graça Music, enquanto Pedro Braconnot continuou como produtor musical, no álbum Recomeçar (2005), de Cristina Mel e, mais tarde, mudou-se para os Estados Unidos. Paulo Marotta continuou a trabalhar como engenheiro civil e, por longo tempo, morou no Pará.
Os primeiros indícios e rumores de retorno se iniciaram em 2013. Em entrevista à revista Marca Cristã, Pedro Braconnot afirmou que "Houve várias propostas para se gravar um DVD reunindo a turma antiga, mas ainda não conseguimos realizar" e que, por várias vezes, o músico viajava com Pablo Chies, ex-guitarrista do grupo, em apresentações.
No mesmo ano, em entrevista ao Super Gospel, Carlinhos Felix mencionou seu reencontro com Pedro Braconnot e Pablo Chies em seu aniversário, em Bento Ribeiro. "Sempre falamos que só faríamos se fosse uma produção maravilhosa, pois o Rebanhão merece. E o povo que curte também merece", disse Carlinhos.

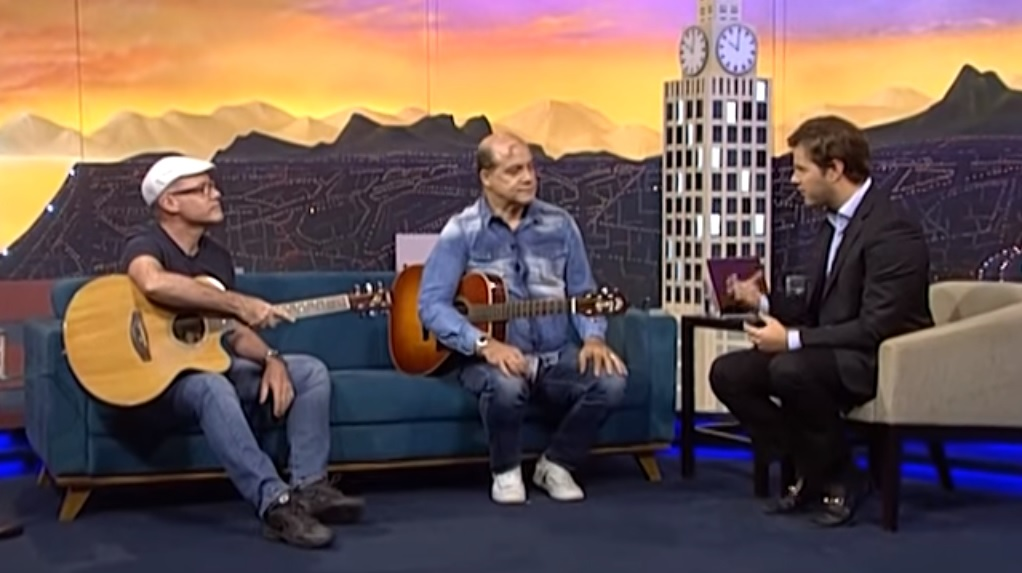
Paulo Marotta e Carlinhos Felix durante entrevista na Rede Boas Novas, em 2016.

Em maio de 2014, Pedro Braconnot anunciou o seu retorno, juntamente com Carlinhos Felix e Paulo Marotta. O retorno foi anunciado por várias mídias do segmento religioso e do mainstream, principalmente devido à relevância e pioneirismo que o Rebanhão atingiu durante a década de 1980 dentro e fora de seu nicho.
Os ensaios para a gravação foram iniciados em outubro de 2014, com Pablo Chies, guitarrista que tocou no grupo após a fase clássica também fez parte da formação de retorno e a participação do baterista Lucio de Paula. No primeiro dia, a banda recebeu a visita de Lucas Ribeiro e de Bené Gomes, da extinta banda Koinonya.
O primeiro local confirmado para a gravação foi um antigo estúdio da MTV Brasil na Barra da Tijuca. O evento seria realizado nos dias 6 e 7 de março de 2015. No entanto, o show foi adiado, por meio de um comunicado do grupo publicado em suas redes sociais; um dos motivos foi a crise econômica brasileira da época. Somente em maio de 2016 que o grupo deu novas notícias, através de um teaser. No mês seguinte, Pedro, Paulo e Carlinhos realizaram uma videoconferência e anunciaram que o local de gravação seria na Assembleia de Deus Vitória em Cristo (ADVEC), no bairro da Penha, em 5 de novembro.
Em 4 de agosto de 2016, a banda lança uma regravação em videoclipe da música "Velho Amigo", gravado no estúdio Reuel, com a direção de vídeo de Marco Aurélio Valle e, no mesmo mês, liberou a venda de ingressos para o show.

## Lançamento e recepção
| Críticas profissionais | Críticas profissionais |
| Avaliações da crítica  | Avaliações da crítica  |
| Fonte                  | Avaliação              |
| ---------------------- | ---------------------- |
| Super Gospel           | [ 14 ]                 |

35 foi lançado nas plataformas de streaming dia 22 de dezembro de 2017, ao mesmo tempo que sua versão em DVD passou a ser distribuída ao público, ambas sob a direção da distribuidora de discos Onimusic. O disco alcançou sucesso entre a mídia especializada. Em uma crítica assinada por Georgeton Leal ao Super Gospel, o projeto alcançou 4 estrelas e meio de 5. Na avaliação do autor em relação à banda, "sua música foi colocada à prova e passou no teste do tempo, e tornou-se um referencial que vai além de sua época e se eterniza dentro de nossa história".
Em maio de 2021, foi lançada uma nova edição digital do álbum, com a inclusão de "Primeiro Amor" como faixa final.

## Faixas
| CD  |                       |                                             |                                                  |         |  |
| N.º | Título                | Compositor(es)                              | Vocais                                           | Duração |  |
| 1.  | "Princípio"           | Lucas Ribeiro                               | Carlinhos Felix                                  | 5:42    |  |
| 2.  | "Arsenal"             | Pedro Braconnot                             | Pedro Braconnot                                  | 3:03    |  |
| 3.  | "Muro de Pedra"       | Paulo Marotta                               | Paulo Marotta                                    | 3:36    |  |
| 4.  | "Pé na Estrada"       | Paulo Marotta                               | Paulo Marotta                                    | 3:33    |  |
| 5.  | "Fronteiras"          | Pedro Braconnot                             | Pedro Braconnot                                  | 4:12    |  |
| 6.  | "Selo do Perdão"      | Carlinhos Felix                             | Carlinhos Felix                                  | 5:01    |  |
| 7.  | "Pastor da Minh'Alma" | Carlinhos Felix                             | Carlinhos Felix                                  | 4:16    |  |
| 8.  | "Casinha"             | Janires                                     | Paulo Marotta                                    | 4:27    |  |
| 9.  | "Hoje Sou Feliz"      | Janires                                     | Carlinhos Felix e Paulo Marotta                  | 4:12    |  |
| 10. | "Metrô"               | Pedro Braconnot                             | Carlinhos Felix                                  | 4:39    |  |
| 11. | "Comando de Cristo"   | Pedro Braconnot, Pablo Chies e Dico Parente | Pedro Braconnot                                  | 4:15    |  |
| 12. | "Velho Amigo"         | Pedro Braconnot                             | Pedro Braconnot                                  | 4:23    |  |
| 13. | "Refúgio"             | Pedro Braconnot                             | Carlinhos Felix                                  | 3:23    |  |
| 14. | "Palácios"            | Pedro Braconnot                             | Pedro Braconnot                                  | 5:52    |  |
| 15. | "Razão"               | Pedro Braconnot                             | Pedro Braconnot                                  | 3:34    |  |
| 16. | "Baião"               | Janires                                     | Paulo Marotta, Carlinhos Felix e Pedro Braconnot | 4:11    |  |

| DVD |                       |                                             |                                                  |         |  |
| N.º | Título                | Compositor(es)                              | Vocais                                           | Duração |  |
| 1.  | "Princípio"           | Lucas Ribeiro                               | Carlinhos Felix                                  |         |  |
| 2.  | "Arsenal"             | Pedro Braconnot                             | Pedro Braconnot                                  |         |  |
| 3.  | "Muro de Pedra"       | Paulo Marotta                               | Paulo Marotta                                    |         |  |
| 4.  | "Pé na Estrada"       | Paulo Marotta                               | Paulo Marotta                                    |         |  |
| 5.  | "Fronteiras"          | Pedro Braconnot                             | Pedro Braconnot                                  |         |  |
| 6.  | "Selo do Perdão"      | Carlinhos Felix                             | Carlinhos Felix                                  |         |  |
| 7.  | "Pastor da Minh'Alma" | Carlinhos Felix                             | Carlinhos Felix                                  |         |  |
| 8.  | "Casinha"             | Janires                                     | Paulo Marotta                                    |         |  |
| 9.  | "Hoje Sou Feliz"      | Janires                                     | Carlinhos Felix e Paulo Marotta                  |         |  |
| 10. | "Metrô"               | Pedro Braconnot                             | Carlinhos Felix                                  |         |  |
| 11. | "Comando de Cristo"   | Pedro Braconnot, Pablo Chies e Dico Parente | Pedro Braconnot                                  |         |  |
| 12. | "Velho Amigo"         | Pedro Braconnot                             | Pedro Braconnot                                  |         |  |
| 13. | "Refúgio"             | Pedro Braconnot                             | Carlinhos Felix                                  |         |  |
| 14. | "Palácios"            | Pedro Braconnot                             | Pedro Braconnot                                  |         |  |
| 15. | "Razão"               | Pedro Braconnot                             | Pedro Braconnot                                  |         |  |
| 16. | "Primeiro Amor"       | Aurélio Rocha                               | Carlinhos Felix                                  |         |  |
| 17. | "Baião"               | Janires                                     | Paulo Marotta, Carlinhos Felix e Pedro Braconnot |         |  |

## Ficha Técnica
Banda
- Pedro Braconnot – vocais, teclado, piano
- Carlinhos Felix – vocais, violão, guitarra
- Paulo Marotta – vocais, baixo

Músicos convidados
- Pablo Chies – guitarras
- Bruno Martins – bateria